# Luidia clathrata

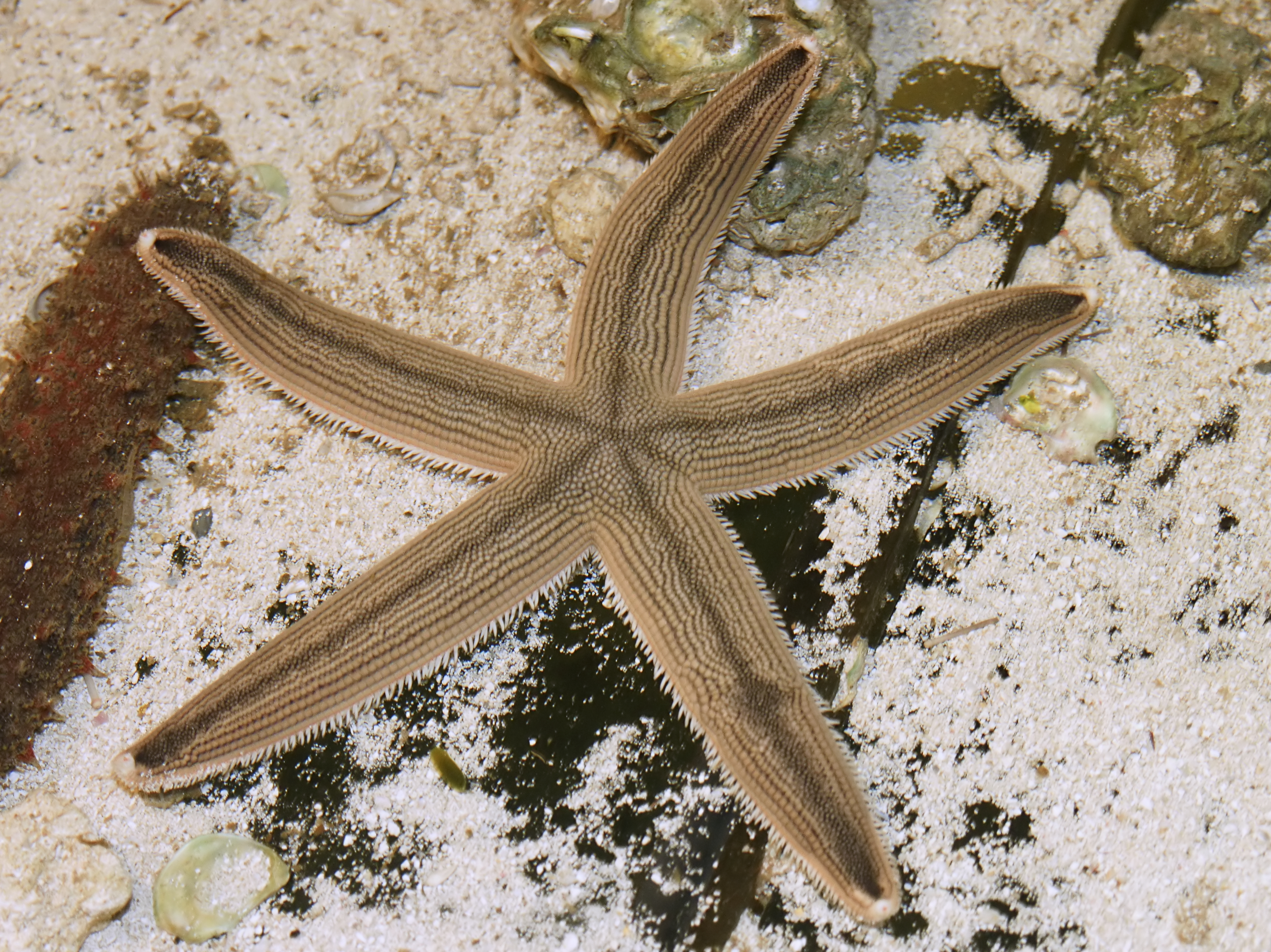
Hình ảnh của Luidia clathrata

Luidia clathrata là tên tên của một loài sao biển nhiệt đới trong họ Luidiidae. Người ta phát hiện chúng ở vùng biển phía tây Đại Tây Dương.

## Mô tả
Nó là loài có kích thước lớn, dẹt và thi thoảng bán kính của nó lên đến 15 cm. Phần giữa của nó tương đối nhỏ và năm cánh của nó thì thuôn dài. Thường thì nó màu xám hoặc nâu nhạt nhưng có thể có sắc hồng. Chính giữa cánh của nó thì có màu nâu đậm tạo thành một dải màu. Bên dưới thì có màu nhạt hơn

## Phân bố và môi trường sống
Chúng sinh sống quanh vùng biển của Đại Tây Dương từ Virginia đến Brazil, biển Caribbean và vịnh Mexico. Đáy biển mà nó sinh sống thì có cát hoặc bùn tại ở độ sâu khoảng 40 m. Thi thoảng người ta phát hiện chúng ở độ sâu 100 m.

## Sinh vật học
Nó sẽ mất cánh hoặc cánh sẽ bị thương khi kẻ thù tấn công và bộ phận ấy có thể mọc lại. Trong vòng một tuần, đầu cánh sẽ xuất hiện và tốc độ mọc khi đó là 3.7 mm một tháng. Tốc độ này sẽ giảm dần khi quá trình ấy sắp sửa hoàn tất.
Thức ăn của nó là các loài động vật thuộc lớp Chân bụng, các loài thân mềm hai mảnh vỏ, trùng lỗ, giun, động vật giáp xác và mạt vụn. Nhưng thức ăn ưa thích của nó khi sống tại vịnh Tampa, bang Florida là loài trai Mulinia lateralis.
Chúng không có mùa sinh sản vì chúng sinh sản suốt năm. Ấu trùng của nó là sinh vật phù du và chỉ có một giai đoạn ấu trùng kéo dài 1 tháng, rồi mới qua quá trình biến thái hoàn toàn để trở thành con non.